# Hydra robusta
Hydra robusta är en nässeldjursart som först beskrevs av Ito 1947.  Hydra robusta ingår i släktet Hydra och familjen Hydridae. Inga underarter finns listade i Catalogue of Life.